# Wilfrid Loizeau
Wilfrid Loizeau (ur. 20 marca 1985 w Paryżu) – gwadelupski piłkarz występujący na pozycji pomocnika.
W reprezentacji Gwadelupy zadebiutował 14 stycznia 2007 w wygranym 2:1 meczu Pucharu Karaibów z Kubą, a dwa dni później w przegranym 3:4 pojedynku tego samego turnieju z Gujaną strzelił swojego jedynego gola w kadrze. W latach 2007–2008 w drużynie narodowej rozegrał osiem spotkań.